# Rötha
Rötha è una città di 3.978 abitanti della Sassonia, in Germania, sul fiume Pleiße.
Appartiene al circondario (Landkreis) di Lipsia (targa L) ed è parte della comunità amministrativa (Verwaltungsgemeinschaft) di Rötha.